# Biopharmacie
La biopharmacie est une discipline des sciences pharmaceutiques qui se situe à l'interface entre la galénique et la pharmacocinétique. Elle étudie l'impact des formes galéniques d'un médicament sur son absorption par l'organisme.
Une étape importante de la vie du médicament dans l'organisme est d'ailleurs dénommée « phase biopharmaceutique ».
Pendant la phase biopharmaceutique le devenir du médicament dans l'organisme dépend encore de la galénique du médicament. En effet, dans cette phase on distingue l'étape de libération du principe actif à partir de la forme galénique et sa dissolution. Le principe actif dissous pourra ensuite être absorbé pour finalement potentiellement parvenir à la circulation générale. Cette étape d'absorption termine ce que l'on appelle la phase biopharmaceutique et commence la pharmacocinétique. 
Ainsi, la phase biopharmaceutique dépend de trois facteurs : 
1. la formulation galénique
2. la physicochimie du principe actif, en particulier sa solubilité
3. les caractéristiques physiologiques et biologiques du milieu dans lequel le principe actif est libéré (intestins, peau, muscle, etc.)

La phase biopharmaceutique a une grande influence sur la biodisponibilité du médicament car elle a un impact sur la phase d'absorption.